# ロシア君主一覧
ロシア君主一覧

## ウラジーミル＝スーズダリ大公（1238年まで）
1. アンドレイ・ボゴリュブスキー　在位1168年 - 1174年
2. ミハイル1世　在位1174年 - 1176年
3. フセヴォロド3世　在位1176年 - 1212年
4. ユーリー2世　在位1212年 - 1216年
5. コンスタンチン　在位1216年 - 1218年
6. ユーリー2世　在位1218年 - 1238年

## ジョチ・ウルス支配期の大公（1238年 - 1380年）
1. ヤロスラフ2世　在位1238年 - 1246年
2. スヴャトスラフ3世　在位1246年 - 1248年
3. ミハイル・ホロブリト　在位1248年
4. アンドレイ2世　在位1248年 - 1252年
5. アレクサンドル・ネフスキー　在位1252年 - 1263年
6. ヤロスラフ3世　在位1264年 - 1271年
7. コストロマのヴァシーリー　在位1272年 - 1277年
8. ペレヤスラヴリのドミトリー　在位1277年 - 1294年
9. ゴロジェツのアンドレイ　在位1294年 - 1304年
10. トヴェリのミハイル　在位1304年 - 1318年
11. モスクワのユーリー　在位1318年 - 1322年
12. トヴェリのアレクサンドル　在位1326年 - 1327年
13. イヴァン1世　在位1325年-1340年
14. セミョーン　在位1340年-1353年
15. イヴァン2世　在位1353年-1359年
16. スーズダリのドミトリー　在位1359年-1362年
17. ドミトリー・ドンスコイ　在位1362年-1389年

## ウラジーミル＝モスクワ大公（1380年 - 1547年）
1. ドミトリー・ドンスコイ　在位1359年-1389年
2. ヴァシーリー1世　在位1389年-1425年
3. ヴァシーリー2世　在位1425年-1462年
  - ユーリー　在位1433年-1434年
  - ヴァシーリー・コソイ　在位1434年
  - ドミトリー・シェミャーカ　在位1446年-1448年
4. イヴァン3世　在位1462年-1505年
5. ヴァシーリー3世　在位1505年-1533年
6. イヴァン4世　在位1533年-1547年

## 全ロシアのツァーリ（1547年 - 1721年）
1. イヴァン4世　在位1547年-1584年
2. フョードル1世　在位1584年-1598年

### 動乱時代

#### ゴドゥノフ家
1. ボリス・ゴドゥノフ　在位1598年-1605年
2. フョードル2世　在位1605年

#### 簒奪者
1. 偽ドミトリー1世　在位1605年-1606年

#### シュイスキー家
1. ヴァシーリー4世　在位1606年-1610年

#### 七人貴族会議
1. ヴワディスワフ4世　
  - フョードル・ムスチスラフスキー
  - イヴァン・ヴォロティンスキー
  - ミハイル・ナゴイ
  - アンドレイ・トルベツコイ
  - ヴァシーリー・ゴリツィン
  - イヴァン・クラーキン
  - ボリス・ルイコフ＝オボレンスキー
  - イヴァン・ロマノフ
  - フョードル・シェレメーチェフ

#### 空位期の僭称者
- 偽ドミトリー2世　在位1608年-1610年
- カール・フィリップ　在位1611年
- 偽ドミトリー3世　在位1612年

### ロマノフ朝
1. ミハイル・ロマノフ　在位1613年 - 1645年
2. アレクセイ　在位1645年 - 1676年
3. フョードル3世　在位1676年 - 1682年
4. イヴァン5世　在位1682年 - 1696年
5. ピョートル1世　在位1682年 - 1721年

## ロシア皇帝（1721年 - 1917年）

### ロマノフ朝
1. ピョートル1世　在位1721年 - 1725年
2. エカチェリーナ1世　在位1725年 - 1727年
3. ピョートル2世　在位1727年 - 1730年
4. アンナ　在位1730年 - 1740年
5. イヴァン6世　在位1740年 - 1741年
6. エリザヴェータ　在位1741年 - 1762年

### ホルシュタイン＝ゴットルプ＝ロマノフ朝
1. ピョートル3世　在位1762年
2. エカチェリーナ2世　在位1762年 - 1796年
3. パーヴェル1世　在位1796年 - 1801年
4. アレクサンドル1世　在位1801年 - 1825年
5. ニコライ1世　在位1825年 - 1855年
6. アレクサンドル2世　在位1855年 - 1881年
7. アレクサンドル3世　在位1881年 - 1894年
8. ニコライ2世　在位1894年 - 1917年